# Lino
Lino (títol original en portuguès: Lino - O Filme: Uma Aventura de Sete Vidas) és una pel·lícula d'animació brasilera de 2017 dirigida per Rafael Ribas i produïda per l'estudi StartAnima. El seu repartiment de veus principal està compost pels actors Selton Mello, Paolla Oliveira i Dira Paes. El 2019 es va estrenar el doblatge en català.

## Sinopsi
En Lino és un animador de festes que està cansat la seva vida, d'haver de suportar els maltractaments dels nens o que es burlin d'ell per treballar amb una ridícula disfressa de gat gegant. Volent canviar la seva vida, en Lino contracta els serveis d'un bruixot, però escull l'home equivocat i acaba convertint-se en un gat gegant idèntic a la seva disfressa. Amb l'ajuda del bruixot, iniciaran una aventura per recuperar el cos d'en Lino.

## Recepció
La pel·lícula va rebre una àmplia acollida a la taquilla brasilera i internacional, i va ser exhibida en diversos països (inclosos Rússia i alguns països d'Amèrica Llatina) amb bons resultats. Al lloc web brasiler AdoroCinema, la pel·lícula va ser lloada i van afirmar: "Tenim una premissa creativa, una cosa lloable dins d'un gènere tan embolicat com l'animació infantil". El diari O Globo va descriure la pel·lícula positivament, tot afirmant que "Ribas demostra el seu potencial per agradar a una àmplia gamma d'espectadors".
Va obtenir una nominació a la categoria millor pel·lícula d'animació a la cinquena edició dels Premis Platino de cinema iberoamericà.